# Paroediceros propinquus
Paroediceros propinquus är en kräftdjursart som först beskrevs av Goës 1866.  Paroediceros propinquus ingår i släktet Paroediceros och familjen Oedicerotidae. Inga underarter finns listade i Catalogue of Life.